# هيميكو (فقاعة لايمان-ألفا )
هيميكو هي سحابة غاز كبيرة وجدت ذات انزياح أحمر z = 6.6 وقد سبقت فقاعات ليمان ألفا مماثلة. في وقت اكتشافها في عام 2009، قال الباحثون إنها «قد تمثل أضخم جرم فلكي تم اكتشافه في الكون المبكر». تقع في قيطس عند الانزياح الأحمر z = 6.595، أي حوالي 12.9 مليار سنة ضوئية من الأرض.

## صفاتها
يُعتقد أن سحابة الغاز السديمية هذه عبارة عن مجرة أولية، تم اكتشافها أثناء عملية التكوين. لم تكن هناك أي إشارات طيفية لأي شيء آخر غير الهيدروجين أو الهيليوم، ولا يمكن أن يُعزى لمعانها إلى عدسة الجاذبية أو ثقوب سوداء أو الإثارة الخارجية. يوضح عدم وجود أي عناصر أخرى بخلاف الهيدروجين والهيليوم البدائية القصوى للسحابة، أنها من وقت مبكر في نشأة الكون بما يكفي حتى أنها لا تــٌبدي بصمات الكربون التي تظهر في أطياف النجوم الفتية.

## الحجم
يبلغ قطرها 55.000 سنة ضوئية (نصف قطر مجرتنا). وفي وقت اكتشافها، قيل إنها تحتوي على كتلة أكبر بعشرة أضعاف من أكبر جرم فلكي تم العثور عليه في بدايات الكون، أي ما يعادل كتلة 40 مليار شمس ".

## الاكتشاف
صرح «مسامي أوشي» Masami Ouchi ، الباحث في معهد كارنيجي في باسادينا، كاليفورنيا، «لم أسمع أبدًا عن أي أشياء [مماثلة] يمكن مشاهدتها على هذه المسافة... إنها نوع من كسر رقم قياسي.» 

## الإسم
تم تسمية هذا الجرم الفلكي (السحابة الغازية) من قبل العالم الفلكي الياباني على اسم ملكة الشامان اليابانية هيميكو من القرن الثالث الميلادي.

## للقراءة المتعمقة
- Ouchi، Masami؛ وآخرون (مايو 2009). "Discovery of a giant Lyα Emitter near the Reionization Epoch". The Astrophysical Journal. ج. 696 ع. 2: 1164–1175. arXiv:0807.4174. Bibcode:2009ApJ...696.1164O. DOI:10.1088/0004-637X/696/2/1164.

## روابط خارجية
- SIMBAD ، "NAME Himiko" (تمت الدعم في 12 أبريل / نيسان 2010)